# Sira Abed Rego
Sira Abed Rego (València, 20 de novembre de 1973) és una política valenciana d'origen palestí, Ministra de Joventut i Infància del govern d'Espanya des de novembre de 2023.
Ha sigut membre de l'executiva federal d'Esquerra Unida (IU) i regidora de l'Ajuntament de Rivas-Vaciamadrid.

## Biografia
Va néixer el 20 de novembre de 1973 a València. Diplomada en nutrició i dietètica, ha treballat com a nutricionista en una cooperativa en projectes relacionats amb la sobirania alimentària.
Candidata d'Esquerra Unida (IU) a les eleccions municipals de 2015 a Rivas-Vaciamadrid, va resultar elegida regidora, i va ser nomenada primera tinent d'alcalde i responsable de polítiques d'habitatge, sostenibilitat mediambiental, parcs i jardins, mobilitat urbana i transport, i seguretat ciutadana dins el Govern municipal de Pedro el Cura.
Considerada com la mà dreta de Alberto Garzón dins d'IU, el gener de 2017 es va convertir en membre de l'executiva federal d'IU en el marc de la seva XI Assemblea.
Rego, militant també del Partit Comunista d'Espanya (PCE), Ecologistes en Acció i Comissions Obreres (CCOO), va ser triada al novembre de 2018 com a cap de llista d'IU per a les eleccions al Parlament Europeu de 2019, tot i que la formació preveia llavors unir-se amb Podem i altres confluències en una candidatura comuna denominada llavors «Unides Podem Canviar Europa», en què resulta elegida i és nomenada portaveu d'IU al Parlament Europeu.
El novembre de 2023, fou nomenada ministra de Joventut i Infància del Tercer Govern de Pedro Sánchez. Alberto Garzón va deixar la política institucional després de la investidura de Pedro Sánchez i el maig de 2024, a la XIII Assemblea Federal d'IU Antonio Maíllo va obtenir el 53,4% dels vots de la militància, superant la ministra Sira Rego.